# Mars 1970

## Événements
- 1er mars :
  - Proclamation de la république en Rhodésie du Sud.
  - En Suisse, élections cantonales dans le canton de Vaud. Pierre Schumacher (PRD), Édouard Debétaz (PRD), Jean-Pierre Pradervand (PRD), Claude Bonnard (PLS) et Marc-Henri Ravussin (UDC) sont élus au Conseil d’Etat lors du 1er tour de scrutin.
  - En Suisse, dans le cadre de la Question jurassienne, les électeurs du Canton de Berne approuvent un additif constitutionnel permettant aux districts francophones, et à celui de Laufon, de se prononcer sur leur indépendance.

- 2 mars : en Suisse, le Neuchâtelois Fritz Bourquin est nommé directeur général des Postes, Téléphones & Télégraphes.

- 4 mars :
  - Un accord sur l’ultracentrifugation est signé entre le Royaume-Uni, les Pays-Bas et la RFA.
  - Au Québec, le budget en 1970-1971 est estimé  près de 4 milliards de dollars canadiens[1].
  - Le sous-marin français Eurydice, disparaît au large de Saint-Tropez avec ses 57 hommes d’équipage.
  - En Suisse, élections cantonales dans le canton de Vaud. André Gavillet et de Pierre Aubert (tous deux Parti socialiste suisse) sont élus tacitement au Conseil d’État.

- 7 mars : Grand Prix automobile d'Afrique du Sud.

- 8 mars : en Suisse, Inauguration de la Collection Oskar Reinhart Am Römerholz, à Winterthour.

- 8 - 15 mars : élections cantonales françaises. Succès du PCF et du PSU.

- 9 mars : en France, mécontentement des petits commerçants, Gérard Nicoud appelle à la grève de l'Impôt.

- 11 mars : en Irak, une large autonomie est accordée aux Kurdes par le pouvoir central baassiste.

- 12 mars :
  - Jean-Jacques Bertrand annonce des élections générales au Québec pour le 29 avril.
  - En France, le premier turbotrain met 2 heures pour rallier Paris à Caen.

- 15 mars : ouverture au Japon de l'Exposition universelle d'Ōsaka (Expo '70).

- 16 mars : le Conseil fédéral suisse décide de nouvelles mesures destinées à stabiliser la main-d'œuvre étrangère.

- 18 mars : le général Lon Nol, chef du gouvernement du Cambodge, renverse le roi Norodom Sihanouk, qui aussitôt fonde à Pékin un « gouvernement en exil », se range officiellement dans le camp du Nord-Viêt Nam et appelle les Cambodgiens à lutter contre l'armée cambodgienne dissidente.

- 19 mars : en Allemagne, « Poignée de main d'Erfurt » entre Willy Brandt et Willi Stoph[2].

- 19 - 24 mars : en France, grève des commerçants et des camionneurs.

- 20 mars : La conférence de Niamey (Niger), qui rassemble 21 États, crée l’Agence de coopération culturelle et technique (Agence francophone).

- 22 mars : Camil Samson est choisi chef du Ralliement créditiste du Québec malgré l'appui de Réal Caouette à Yvon Dupuis[3].

- 23 mars :
  - Joseph Honoré Gérald Fauteux est nommé juge en chef à la Cour suprême du Canada.
  - Réfugié à Pékin, Norodom Sihanouk fonde le FUNK (Front uni national du Kampuchéa) et engage la lutte contre le gouvernement de Phnom Penh qui l'a déposé.

- 26 mars : Bantu Homelands Citizenship Act en Afrique du Sud. Les bantoustans prennent le nom de homelands. Cette loi de 1970 fait perdre la citoyenneté sud-africaine aux noirs[4].

- 27 mars : en France, un train part à la dérive sur la ligne Pau - Canfranc et déraille en entrainant un pont dans le Gave d'Aspe.

## Naissances
- 5 mars : 
  - John Frusciante, auteur-compositeur-interprète, ex-guitariste des Red Hot Chili Peppers.
  - Aleksandar Vučić, homme d'État Serbien et troisième président de la république de Serbie.
  - Paul Whelan, ancien Marine américain détenu en Russie
- 6 mars : Jean-Luc Lemoine, humoriste, chroniqueur et présentateur de télévision français.
- 10 mars : Benoît Lutgen, homme politique belge de langue française.
- 13 mars : Alexander Samokoutaïev, cosmonaute soviétique.
- 15 mars : Leonid Passetchnik, homme politique ukrainien.
- 17 mars : Patrice Nganang, écrivain camerounais.
- 18 mars : Queen Latifah, chanteuse et actrice américaine.
- 23 mars : Gianni Infantino, personnalité du football italo-suisse.
- 27 mars : 
  - Mauricio Vallina, pianiste, né à La Havane.
  - Tony Ward, couturier et styliste libano-italien.
- 28 mars : Benjamin Castaldi, Animateur de télévision français
- 29 mars : Krista Sutton, actrice canadienne.
- 30 mars : Karim Khan, Avocat Britannique et Procureur général de la Cour pénale internationale.

## Décès
- 2 mars : Marc-Aurèle Fortin, peintre canadien (° 14 mars 1888).
- 5 mars : Pierre-Louis Matthey, poète suisse (° 19 janvier 1893.
- 15 mars : Arthur Adamov, écrivain français (° 23 août 1908.
- 17 mars :
  - Jérôme Carcopino, historien français, membre de l'Académie française (° 27 juin 1881).
  - Michał Kalecki, économiste polonais (° 22 juin 1899).
- 18 mars : William Beaudine, réalisateur américain (° 15 janvier 1892).
- 23 mars : Del Lord, cinéaste canadien (° 7 octobre 1894).